# Marcel Hafke

Marcel Hafke (2022)

Marcel Manfred Hafke (* 8. März 1982 in Bramsche) ist ein deutscher Politiker (FDP). Er ist seit 2010 Abgeordneter im Landtag von Nordrhein-Westfalen.

## Ausbildung und Beruf
Hafke besuchte nach der Grundschule die Friedrich-Bayer-Realschule und anschließend das Carl-Fuhlrott-Gymnasium in Wuppertal. Nach seinem Zivildienst im Städtischen Altenheim Cronenberg absolvierte er von 2001 bis 2004 eine Ausbildung zum Versicherungskaufmann bei der DEVK. Es folgte von 2004 bis 2008 ein Studium des Versicherungswesens an der Fachhochschule Köln, das er als Diplom-Kaufmann (FH) abschloss. 2008 übernahm Hafke die Versicherungsagentur seines Vaters. Diese Agentur gab er wegen seines Landtagsmandats Ende 2023 auf.

## Familie
Marcel Hafke ist verheiratet und hat zwei Kinder.

## Partei
Hafke engagierte sich seit 2000 bei den Jungen Liberalen in Wuppertal, später dann beim Landesverband in NRW. Er war zunächst stellvertretender Landesvorsitzender mit dem Schwerpunkt Organisation. Von 2004 bis 2010 war er Landesvorsitzender der Jungen Liberalen. In der FDP ist er seit 2004 Mitglied des Landesvorstandes NRW und des Bezirksvorstandes Düsseldorf, dem Kreisverband Wuppertal steht er seit 2007 vor.

## Abgeordneter
Bei der Landtagswahl in Nordrhein-Westfalen 2010 kandidierte Hafke als Direktkandidat im Landtagswahlkreis Wuppertal I und zog über die Landesliste der FDP in den Landtag von Nordrhein-Westfalen ein. Bei den Landtagswahlen 2012, 2017 und 2022 zog er erneut über einen Listenplatz in das Parlament ein. Hafke ist seit dem Jahr 2022 Parlamentarischer Geschäftsführer der FDP-Landtagsfraktion und Sprecher für Kinder und Familie.